# Rhegmoclemina diabolica
Rhegmoclemina diabolica är en tvåvingeart som först beskrevs av Oswald Duda 1928.  Rhegmoclemina diabolica ingår i släktet Rhegmoclemina och familjen dyngmyggor. Inga underarter finns listade i Catalogue of Life.